# تی‌اس‌اس گرترود
تی‌اس‌اس گرترود (به انگلیسی: TSS Gertrude (1906)) یک کشتی بود که طول آن ۱۲۵ فوت (۳۸ متر) بود. این کشتی در سال ۱۹۰۶ ساخته شد.